# Ngarum (Ngrampal)
Ngarum is een bestuurslaag in het regentschap Sragen van de provincie Midden-Java, Indonesië. Ngarum telt 5157 inwoners (volkstelling 2010).